# Documenta-Halle

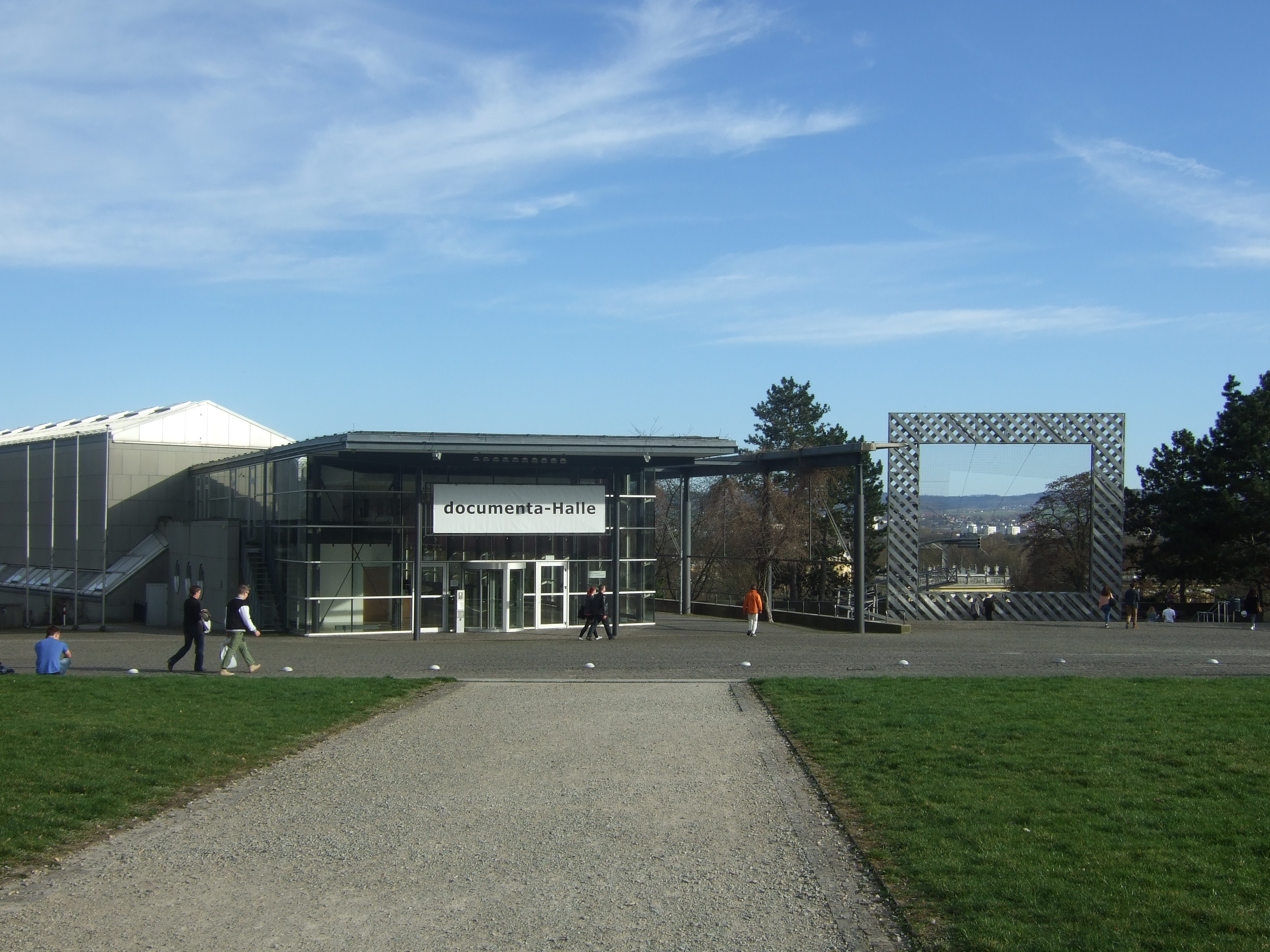

Le documenta-Halle est un bâtiment d'exposition érigé en 1992 sur la Friedrichsplatz à Cassel.

## Histoire
La documenta n'a pas de salles d'exposition permanentes, mais devrait avoir un bâtiment pour élargir les possibilités de conception d'exposition.
Le bâtiment est conçu et réalisé en 1992 par les architectes "Jourdan & Müller (PAS)" dans une architecture de conception postmoderne-constructiviste avec des éléments cubistes et complète le bâtiment du théâtre adjacent par Paul Bode et Ernst Brundig.